# AZS Częstochowa w sezonie 2012/2013

## Przygotowania do sezonu
1 sierpnia 2012 podczas konferencji prasowej ogłoszono, że sponsorem strategicznym drużyny AZS-u będzie firma Wkręt-met, która w latach 2005-2008 była już sponsorem klubu. Ogołoszono również, że w klubie zostało 3 zawodników z zeszłego sezonu: Dawid Murek, Michał Kaczyński i Miłosz Hebda oraz przybyło 4 nowych trójka z nich to wypożyczeni z Skry Bełchatów zawodnicy: Marcin Janusz, Kacper Piechocki i Srećko Lisinac oraz powracający z wypożyczenia z BBTS-u Bielsko Biała Mariusz Marcyniak.
6 sierpnia zawodnicy AZS-u Częstochowa rozpoczęli przygotowania do nowego sezonu.
7 sierpnia ogłoszono, że do klubu powraca rozgrywający Andrzej Stelmach.
Podczas XX Dni Częstochowy została dokonana prezentacja zespołu na której oprócz wyżej wymienionych zawodników pojawili się: Adrian Hunek, Jakub Bik i Grzegorz Bociek.
29 sierpnia AZS rozegrał pierwszy sparing tego sezonu który odbył się w Rudnikach z I-ligowym Energetykiem Jaworzno mecz zakończył się zwycięstwem Akademików 4:0.
W dniach 8-9 września odbył się 8. Memoriał im. Arkadiusza Gołasia, w którym wzięli udział (oprócz gospodarza AZS-u) dwie drużyny z PlusLigi Skra Bełchatów i Delecta Bydgoszcz oraz mistrz Słowacji VK Chemes Humenné. W tymże turnieju Akademicy przegrali oba mecze zajmująC ostatnie 4. miejsce.
Tydzień później 15 i 16 września  w Oleśnicy AZS wziął udział w 3. Międzynarodowym Turnieju Charytatywnym o Puchar Burmistrza Oleśnicy. Akademicy zakończyli ten turniej na 3. miejscu wygrywając z niemieckim Berlin Recycling Volleys, a przegrywając z włoskim Sir Safety Perugia. 
21 i 22 września zespół wziął udział VII Memoriale Zdzisława Ambroziaka zakończyli ten turniej na 6. miejscu, przegrywając mecze z Indykpolem AZS Olsztyn i AZS Politechniką Warszawską.

## Transfery

### Przyszli
| Imię i nazwisko   | Poprzedni klub                |
| ----------------- | ----------------------------- |
| Andrzej Stelmach  | AZS Olsztyn                   |
| Kacper Piechocki  | Skra Bełchatów (wypożyczenie) |
| Marcin Janusz     | Skra Bełchatów (wypożyczenie) |
| Srećko Lisinac    | Skra Bełchatów (wypożyczenie) |
| Grzegorz Bociek   | Skra Bełchatów (wypożyczenie) |
| Mariusz Marcyniak | BBTS Bielsko-Biała            |
| w trakcie sezonu  |                               |
| Damian Wdowiak    | Skra Bełchatów                |

### Odeszli
| Imię i nazwisko       | Lata gry w klubie       | Nowy klub                   |
| --------------------- | ----------------------- | --------------------------- |
| Jakub Oczko           | 2000 - 2007 2010 - 2012 | Cuprum Lubin                |
| Łukasz Wiśniewski     | 2008 - 2012             | ZAKSA Kędzierzyn-Koźle      |
| Adrian Stańczak       | 2011 - 2012             | Volejbal Brno               |
| Michał Kamiński       | 2011 - 2012             | Trefl Gdańsk                |
| Krzysztof Gierczyński | 2005 - 2008 2010 - 2012 | Jastrzębski Węgiel          |
| Wojciech Sobala       | 2010 - 2012             | AZS Olsztyn                 |
| Bartosz Janeczek      | 2007 - 2012             | Resovia                     |
| Fabian Drzyzga        | 2008 - 2012             | AZS Politechnika Warszawska |

## Drużyna

### Sztab
| Pierwszy trener | Marek Kardos     |
| Drugi trener    | Damian Dacewicz  |
| Trener odnowy   | Zbigniew Sznober |
| Statystyk       | Karol Rędzioch   |

### Zawodnicy
| Nr | Imię i nazwisko   | Data urodzenia            | Wzrost | Pozycja      | Uwagi                         |
| -- | ----------------- | ------------------------- | ------ | ------------ | ----------------------------- |
| 1  | Damian Wdowiak    | 4 maja 1992(dts)          | 198 cm | atakujący    | od 4 stycznia 2013            |
| 2  | Adrian Hunek      | 28 października 1985(dts) | 202 cm | środkowy     | –                             |
| 3  | Srećko Lisinac    | 17 maja 1992(dts)         | 205 cm | środkowy     | wypożyczony ze Skry Bełchatów |
| 4  | Mariusz Marcyniak | 5 marca 1992(dts)         | 206 cm | środkowy     | -                             |
| 5  | Andrzej Stelmach  | 15 sierpnia 1972(dts)     | 200 cm | rozgrywający | -                             |
| 6  | Dawid Murek       | 24 lipca 1977(dts)        | 196 cm | przyjmujący  | kapitan                       |
| 7  | Michał Kaczyński  | 6 lutego 1993(dts)        | 200 cm | przyjmujący  | –                             |
| 10 | Miłosz Hebda      | 11 marca 1991(dts)        | 208 cm | przyjmujący  | –                             |
| 12 | Grzegorz Bociek   | 6 czerwca 1991(dts)       | 207 cm | atakujący    | wypożyczony ze Skry Bełchatów |
| 13 | Adrian Szlubowski | 14 lipca 1987(dts)        | ?      | atakujący    | –                             |
| 14 | Marcin Janusz     | 31 lipca 1994(dts)        | 195 cm | rozgrywający | wypożyczony ze Skry Bełchatów |
| 16 | Kacper Piechocki  | 17 grudnia 1995(dts)      | 184 cm | libero       | wypożyczony ze Skry Bełchatów |
| 17 | Jakub Bik         | 17 lutego 1992(dts)       | 183 cm | libero       | –                             |

## Mecze sparingowe
| Data       | Drużyna 1                 | Wynik | Drużyna 2                   | 1     | 2     | 3     | 4     | 5     | * |
| ---------- | ------------------------- | ----- | --------------------------- | ----- | ----- | ----- | ----- | ----- | - |
| 29.08.2012 | Wkręt-met AZS Częstochowa | 4:0   | Energetyk Jaworzno          | 25:22 | 30:28 | 25:22 | 15:10 |       |   |
| 08.09.2012 | Wkręt-met AZS Częstochowa | 2:3   | PGE Skra Bełchatów          | 24:26 | 25:27 | 25:16 | 25:23 | 12:15 |   |
| 09.09.2012 | Wkręt-met AZS Częstochowa | 2:3   | VK Chemes Humenné           | 25:19 | 21:25 | 21:25 | 25:16 | 13:15 |   |
| 15.09.2012 | Wkręt-met AZS Częstochowa | 1:3   | Sir Safety Perugia          | 20:25 | 20:25 | 25:21 | 19:25 |       |   |
| 16.09.2012 | Wkręt-met AZS Częstochowa | 3:1   | Berlin Recycling Volleys    | 25:23 | 25:16 | 21:25 | 25:23 |       |   |
| 21.09.2012 | Wkręt-met AZS Częstochowa | 2:3   | Indykpol AZS Olsztyn        | 26:24 | 18:25 | 27:25 | 21:25 | 7:15  |   |
| 22.09.2012 | Wkręt-met AZS Częstochowa | 0:3   | AZS Politechnika Warszawska | 19:25 | 18:25 | 20:25 |       |       |   |

## Mecze w PlusLidze

### Faza zasadnicza
| Data       | Drużyna 1                   | Wynik | Drużyna 2                   | 1     | 2     | 3     | 4     | 5     | * |
| ---------- | --------------------------- | ----- | --------------------------- | ----- | ----- | ----- | ----- | ----- | - |
| 06.10.2012 | Delecta Bydgoszcz           | 3:0   | Wkręt-met AZS Częstochowa   | 25:18 | 25:20 | 25:21 |       |       |   |
| 13.10.2012 | Indykpol AZS Olsztyn        | 3:0   | Wkręt-met AZS Częstochowa   | 25:18 | 25:23 | 25:19 |       |       |   |
| 20.10.2012 | PGE Skra Bełchatów          | 3:1   | Indykpol AZS Olsztyn        | 25:20 | 25:20 | 20:25 | 25:21 |       |   |
| 27.10.2012 | AZS Politechnika Warszawska | 3:0   | Wkręt-met AZS Częstochowa   | 25:20 | 26:24 | 25:19 |       |       |   |
| 03.11.2012 | Wkręt-met AZS Częstochowa   | 1:3   | Lotos Trefl Gdańsk          | 23:25 | 25:17 | 19:25 | 16:25 |       |   |
| 10.11.2012 | Asseco Resovia Rzeszów      | 2:3   | Wkręt-met AZS Częstochowa   | 25:14 | 25:20 | 23:25 | 19:25 | 13:15 |   |
| 17.11.2012 | Wkręt-met AZS Częstochowa   | 1:3   | PGE Skra Bełchatów          | 23:25 | 25:17 | 19:25 | 21:25 |       |   |
| 24.11.2012 | ZAKSA Kędzierzyn-Koźle      | 3:2   | Wkręt-met AZS Częstochowa   | 25:16 | 21:25 | 25:23 | 19:25 | 15:13 |   |
| 28.11.2012 | Wkręt-met AZS Częstochowa   | 0:3   | Jastrzębski Węgiel          | 16:25 | 18:25 | 17:25 |       |       |   |
| 01.12.2012 | Wkręt-met AZS Częstochowa   | 1:3   | Delecta Bydgoszcz           | 17:25 | 17:25 | 25:22 | 24:26 |       |   |
| 08.12.2012 | Wkręt-met AZS Częstochowa   | 1:3   | Indykpol AZS Olsztyn        | 25:22 | 20:25 | 17:25 | 23:25 |       |   |
| 15.12.2012 | Effector Kielce             | 3:2   | Wkręt-met AZS Częstochowa   | 25:15 | 19:25 | 25:16 | 21:25 | 15:9  |   |
| 22.12.2012 | Wkręt-met AZS Częstochowa   | 1:3   | AZS Politechnika Warszawska | 32:34 | 20:25 | 25:23 | 16:25 |       |   |
| 05.01.2013 | Lotos Trefl Gdańsk          | 3:2   | Wkręt-met AZS Częstochowa   | 21:25 | 21:25 | 25:10 | 25:18 | 15:11 |   |
| 12.01.2013 | Wkręt-met AZS Częstochowa   | 0:3   | Asseco Resovia Rzeszów      | 13:25 | 20:25 | 20:25 |       |       |   |
| 19.01.2013 | PGE Skra Bełchatów          | 2:3   | Wkręt-met AZS Częstochowa   | 25:21 | 26:24 | 21:25 | 23:25 | 14:16 |   |
| 02.02.2013 | Wkręt-met AZS Częstochowa   | 2:3   | ZAKSA Kędzierzyn-Koźle      | 13:25 | 25:23 | 10:25 | 25:19 | 10:15 |   |
| 09.02.2013 | Jastrzębski Węgiel          | 3:0   | Wkręt-met AZS Częstochowa   | 25:17 | 25:14 | 25:21 |       |       |   |

### Mecze o 9. miejsce (do 3 zwycięstw)
| Data       | Drużyna 1                 | Wynik | Drużyna 2                 | 1     | 2     | 3     | 4     | 5 | * |
| ---------- | ------------------------- | ----- | ------------------------- | ----- | ----- | ----- | ----- | - | - |
| 02.03.2013 | Indykpol AZS Olsztyn      | 1:3   | Wkręt-met AZS Częstochowa | 23:25 | 25:23 | 14:25 | 23:25 |   |   |
| 08.03.2013 | Wkręt-met AZS Częstochowa | 3:1   | Indykpol AZS Olsztyn      | 25:21 | 20:25 | 25:19 | 28:26 |   |   |
| 15.03.2013 | Indykpol AZS Olsztyn      | 0:3   | Wkręt-met AZS Częstochowa | 15:25 | 22:25 | 19:25 |       |   |   |

## Mecze w Pucharze Polski

### Runda VI
| Data       | Drużyna 1          | Wynik | Drużyna 2                 | 1    | 2     | 3     | 4     | 5     | * |
| ---------- | ------------------ | ----- | ------------------------- | ---- | ----- | ----- | ----- | ----- | - |
| 19.12.2012 | Jastrzębski Węgiel | 3:2   | Wkręt-met AZS Częstochowa | 25:7 | 16:25 | 25:17 | 20:25 | 15:10 |   |

## Statystyki

### Podsumowanie sezonu
| Rozgrywki         | M  | Z | P  | Sety | Sety | Sety | Małe punkty | Małe punkty | Osiągnięcie |
| Rozgrywki         | M  | Z | P  | S    | wyg. | prz. | zdob.       | str.        | Osiągnięcie |
| ----------------- | -- | - | -- | ---- | ---- | ---- | ----------- | ----------- | ----------- |
| PlusLiga          | 13 | 1 | 12 | 50   | 12   | 38   | 1030        | 1182        | 9. miejsce  |
| Puchar Polski     | 1  | 0 | 1  | 5    | 2    | 3    | 84          | 101         | VI runda    |
| mecze towarzyskie | 5  | 2 | 3  | 24   | 14   | 10   | 481         | 472         | n.d.        |